# 龔泰源
龔泰源（1982年10月1日—），出生於台灣台南市，為划船運動員。

## 基本資料
- 英文名字：KUNG TAI YUAN
- 身高：178公分
- 體重：88公斤
- 學歷：長榮大學運動競技學系所 碩士
- 啟蒙教練：洪瑞昌
- 任教：國立成功大學 兼任講師
- 任教：國立中正大學 兼任講師
- 任教：國立高雄科技大學 兼任講師&西式划船隊指導教練
- 任教：國立高雄海洋科技大學 兼任講師&西式划船隊指導教練
- 任教：國立高雄應用科技大學 兼任講師
- 任教：南臺科技大學 兼任講師
- 任教：崑山科技大學 兼任講師
- 任教：實踐大學高雄校區 兼任講師
- 任教：長榮大學 兼任講師
- 任教：康寧大學 兼任講師
- 任教：國立高雄第一科技大學 兼任講師
- 任教：敏惠醫護管理專科學校 兼任講師
- 證照：教育部大專院校講師、行政院體委會初級划船專任運動教練、中華民國划船協會國家級划船教練、中華民國划船協會A級划船裁判

## 比賽紀錄
- 2000年印度亞洲青年錦標賽  雙人單槳銀牌
- 2001年日本大阪東亞運動會  四人單漿第五名
- 2001年中國西安亞洲錦標賽　雙人單槳銀牌[1]
- 2002年韓國釜山亞運 四人單槳第五名 八人單槳第六名

## 外部連結
- 2002年釜山亞運會中華代表團名單[永久]
- 2002年釜山亞運會中華代表團名單
- 2001年大阪東亞運動會中華代表團名單[永久]
- 2012_3_20_101年度第1次各級學校專任運動教練資格複查審定及第2次各級學校專任運動教練資格審定合格名單[永久]
- 動靜態熱身對測功儀成績影響之研究
- Introduction Indoor Rowing[]
- ANALYSIS OF TAIWAN ELITE ROWER ANTHROPOMETRIC -A CASE STUDY ON Qiu Pei Yu Abstract （页面存档备份，存于）